# Liza Minnelli (album)
Liza Minnelli è il quarto eponimo album discografico in studio della cantante statunitense Liza Minnelli, pubblicato nel 1968 dalla A&M Records. 

## Tracce
1. The Debutante's Ball (Randy Newman)
2. Happyland (Newman)
3. The Look of Love (Hal David, Burt Bacharach)
4. (The Tragedy Of) Butterfly McHeart (Peter Allen, Chris Allen)
5. Waiting for My Friend (John Addison, George Melly)
6. Married/You Better Sit Down Kids (Fred Ebb, John Kander)/(Sonny Bono)
7. So Long Dad (Newman)
8. For No One (John Lennon, Paul McCartney)
9. My Mammy (Sam M. Lewis, Joe Young, Walter Donaldson)
10. The Happy Time (Ebb, Kander)